# قصيصة أرجوانية
القصيصة الأرجوانية (باللاتينية: Erysimum purpureum) نوع نباتي عشبي ينتمي إلى جنس القصيصة من الفصيلة الصليبية.

## البيئة والانتشار
موطنها بلاد الشام.